# Aeroklub Ostrowski
Aeroklub Ostrowski - lotniczy klub sportowy utworzony w 1945 r. w Ostrowie Wielkopolskim. 
Odwołuje się do tradycji pilotów i konstruktorów lotniczych działających w Ostrowie już w latach międzywojennych. Początkowo funkcjonował przy lotnisku na Parcelach Zacharzewskich (początki sięgają roku 1914). W 1954, ze względu na to, że rozwój miasta i lotniska zaczęły się wzajemnie blokować, przeniesiono aeroklub do nowej bazy w położonym ok. 5 km na północ od Ostrowa Michałkowie. Pierwszym prezesem Aeroklubu został konstruktor lotniczy Józef Morisson. Piloci, spadochroniarze i modelarze Aeroklubu Ostrowskiego należeli do najlepszych w kraju, m.in. byli pierwszymi w Polsce zdobywcami złotych medali z trzema diamentami, wielu zostało rekordzistami Polski, Europy i świata (instruktor Jerzy Kubaczewski został rekordzistą świata w spadochroniarstwie jako pierwszy Polak). W 1984 r. Aeroklub Polski sklasyfikował klub jako trzeci w kraju. W 2013 roku klub zorganizował 17te Szybowcowe Mistrzostwa Europy FAI, w których zawodnik klubu, Łukasz Błaszczyk, zdobył brązowy medal w klasie Club.